# Siero
Siero is een gemeente in de Spaanse provincie en regio Asturië met een oppervlakte van 211,23 km². Siero telt 51.969 inwoners (1 januari 2016).

## Demografische ontwikkeling
Bron: INE; 1857-2011: volkstellingen